# کیخسرو پادوسپانی
استندار شاه کیخسرو پور شهرآگیم بیست و هشتمین فرمانروای دودمان پادوسپانیان بود که میان سال‌های ۷۰۱ تا ۷۱۲ هجری در رویان و رستمدار حکومت داشت. اولیاءالله آملی، مورخ صاحب کتاب تاریخ رویان، که معاصر با او بوده‌است، درباره‌اش می‌نویسد:
بعد از برادرش ملک شاه غازی، او حاکم و ولایت‌دار رویان بود و برادرش، ارغش، مطیع فرمان او می‌بود. اوقاتش به کامرانی و شادکامی می‌گذشت و از ازدواج و اولاد متمتع. چنان شنیده‌ام که فرزندانش از ذکور و اتاث، دارج و باقی در عهد او، قریب صد نفر بودند. از بعضی مردم بیشتر از این نیز شنیده‌ام و در این باب مبالغه کرده‌اند…
شاه کیخسرو معاصر با ایلخانان غازان محمود و الجایتو و اسپهبدان یزدگرد و شهریار پنجم بود و با شهریار پنجم وصلت خویشاوندی داشت.